# Ituaçu (kommun)
Ituaçu är en kommun i Brasilien.   Den ligger i delstaten Bahia, i den östra delen av landet, 700 km öster om huvudstaden Brasília. Antalet invånare är 18 127.
Följande samhällen finns i Ituaçu:
- Ituaçu

Omgivningarna runt Ituaçu är huvudsakligen savann. Runt Ituaçu är det glesbefolkat, med 14 invånare per kvadratkilometer.